# Сатурнови прстенови
Сатурнови прстенови су најсвеобухватнији систем прстенова међу планетама Сунчевог система. Састоје се од веома великог броја малих честица, величине од микрометра до неколико метара, које облећу око Сатурна. Те честице се скоро у потпуности састоје од леда, са траговима стеновитог материјала. Још увек не постоји консензус у погледу њиховог механизма формирања. Неке функције прстенова сугеришу да су релативно новија појава, мада теоријски модели указују на могућност њиховог формирања рано у историји Сунчевог система. Прстенасти систем има много већих и мањих празнина, и пречник од скоро милион километара. у многим областима је само неколико стотина метара дебљине, и на тај начин, у релативном смислу, је изузетно танак.
Иако рефлексија од Сатурнових прстенова повећава сјај (због високог албеда од 0,7), они нису видљиви са Земље голим оком и могу се видети већ кроз телескоп са око 40-струким увећањем. Годину дана након што је Галилео Галилеј започео изучавање неба телескопом (1610), он је постао прва особа која је посматрала Сатурнове прстенове, мада није могао да препозна њихову праву природу. Кристијан Хајгенс је био прва особа која их описује као диск око Сатурна у 1655.